# Ортіньяно-Раджоло
Ортіньяно-Раджоло (італ. Ortignano Raggiolo) — муніципалітет в Італії, у регіоні Тоскана,  провінція Ареццо.
Ортіньяно-Раджоло розташоване на відстані близько 210 км на північ від Рима, 45 км на схід від Флоренції, 25 км на північний захід від Ареццо.
Населення — 870 осіб (2014).
Щорічний фестиваль відбувається 21 вересня. Покровитель — San Matteo.

## Демографія
Населення за роками:

Станом на 1 січня 2023 року в муніципалітеті офіційно проживало 28 іноземців з 8 країн, серед них 18 громадян країн Євросоюзу.

## Сусідні муніципалітети
- Бібб'єна
- Кастель-Фоконьяно
- Кастель-Сан-Нікколо
- Лоро-Чьюффенна
- Поппі